# Fight Night Round 2
Fight Night Round 2 — продолжение игры Fight Night 2004, вышедший в 2005 году для консолей Playstation 2, Xbox и GameCube. Это единственная часть в серии реализованная на GameCube.

## Особенности
- Игровая система EA Sports Haymaker создает имитацию настоящего поединка профессионалов. В игре вы точно контролируете все движения боксера, перемещаясь по рингу, наносите победные удары, защищаясь, ставите сложные блоки, но будьте бдительны, неожиданно пропущенный удар может обернуться для вас нокаутом.
- Графика в Fight Night Round 2 продумана до мелочей, можно видеть, как после удара разлетаются капли крови и пота, рвется одежда. А великолепно подобранные музыкальные композиции делают игру ещё интересней и агрессивней.

## Отзывы
| Сводный рейтинг | Сводный рейтинг | Сводный рейтинг | Сводный рейтинг |
| Издание         | Оценка          | Оценка          | Оценка          |
| Издание         | GC              | PS2             | Xbox            |
| --------------- | --------------- | --------------- | --------------- |
| GameRankings    | 86,17 %         | 87,31 %         | 88,18 %         |